# Capo Falcone
Capo Falcone o capo del Falcone è un promontorio di natura scistosa situato a nord ovest della Sardegna, nel territorio del comune di Stintino (SS) di fronte all'Asinara e all'isola Piana.
Deve il suo nome ad una torre costiera chiamata torre del Falcone, costruita nel 1557 a difesa delle coste dalle incursioni saracene.
La parte nord est del promontorio, verso il golfo dell'Asinara è ricoperta di aptenia e si estende fino alla spiaggia di sabbia finissima della Pelosa. La parte nord ovest, bagnata dal  "mar di Sardegna", presenta numerosi strapiombi sul mare vicino alla valle della Luna.

## Altri progetti

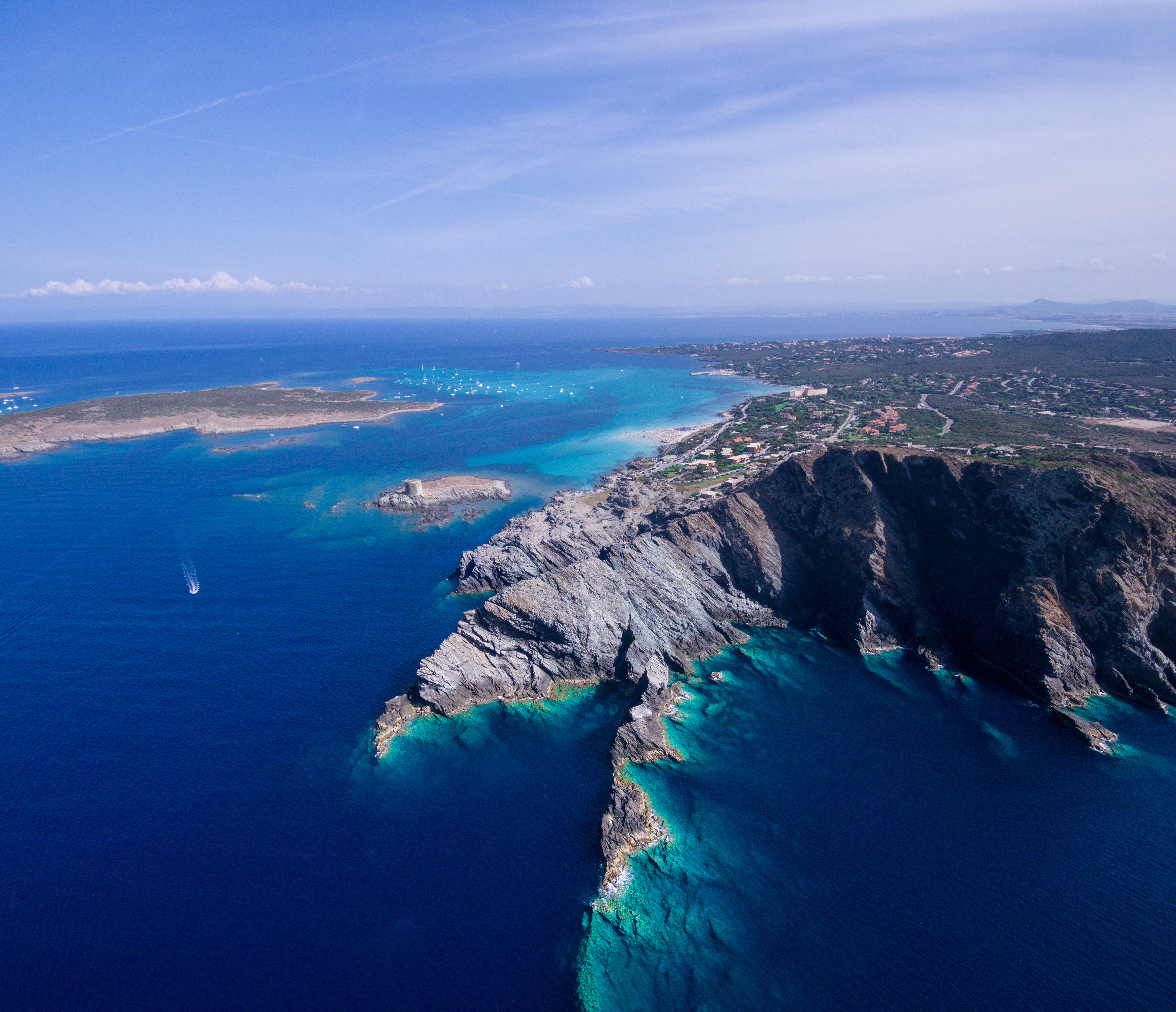
Le scogliere a picco sul mare cristallino di Capo Falcone